# José González (Musiker, 1978)

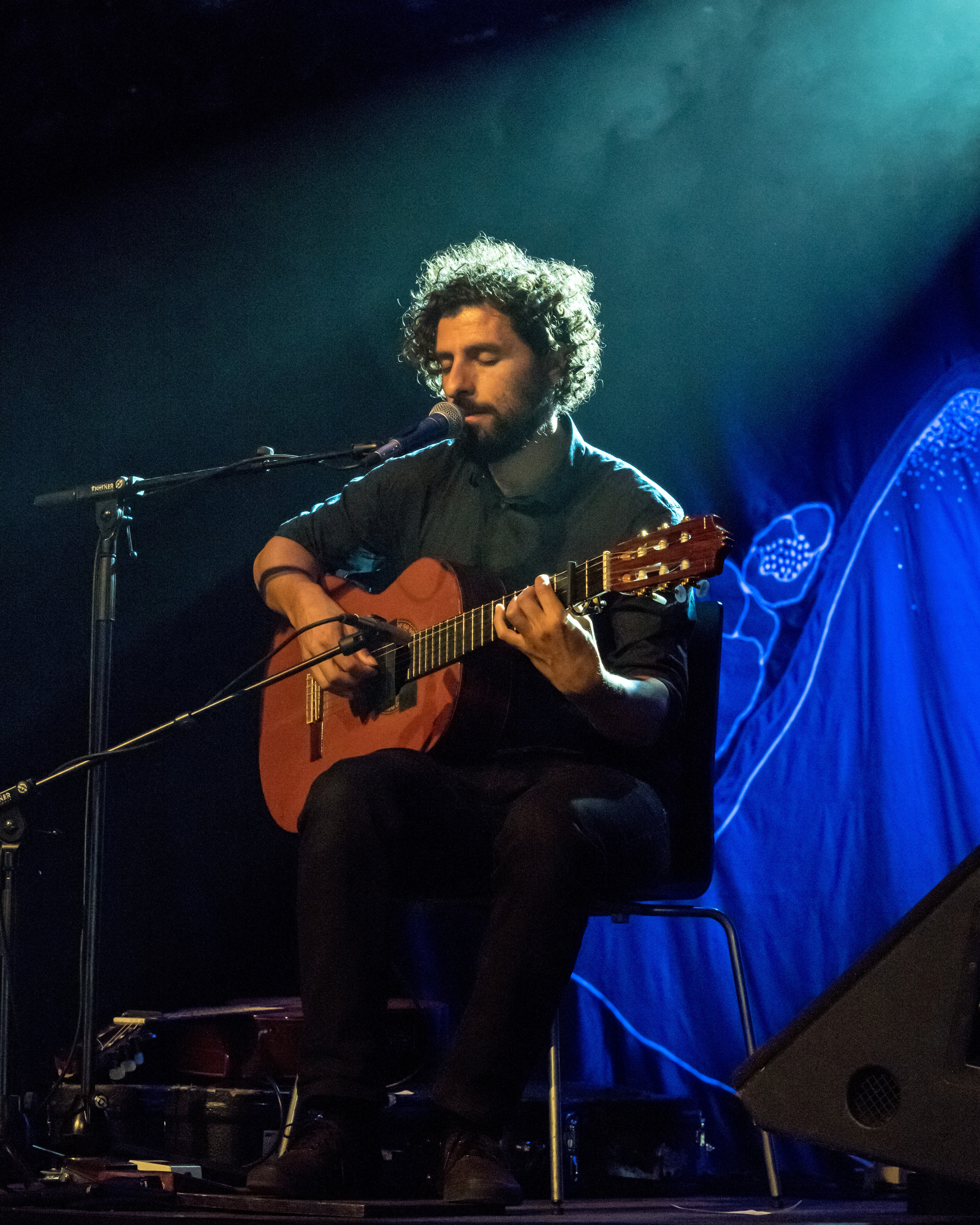
José González auf dem ZMF in Freiburg (2017)

José Gabriel González (* 31. Juli 1978 in Göteborg) ist ein schwedischer Sänger und Songwriter. Er wurde mit dem „Winner of the European Border Breaker Award“ ausgezeichnet. González ist Sänger der schwedischen Band Junip.

## Werdegang
González wurde als Sohn argentinischer Einwanderer geboren, wuchs in Göteborg auf und lebt heute in dessen Stadtviertel Haga. Mit seiner Debütsingle Crosses erreichte er im Oktober 2003 Platz 4 der schwedischen Charts, sein erstes Album stieg sogar bis auf Platz 2.
Erst mit anderthalbjähriger Verzögerung wurde das Album auch im Vereinigten Königreich und den USA veröffentlicht. Nicht zuletzt dank der Verwendung in der populären US-amerikanischen Fernsehserie O.C., California wurde González auch international bekannt. Seine Coverversion von Heartbeats, im Original von The Knife, wurde in einem TV-Werbespot von Sony, in der US-amerikanischen Fernsehserie One Tree Hill, in der US-amerikanischen Fernsehserie Bones – Die Knochenjägerin, in der US-amerikanischen Fernsehserie Scrubs – Die Anfänger sowie in dem Film Vollidiot verwendet. Ende September 2007 erschien sein zweites Album In Our Nature. Vorab wurden einige neue Songs auf Josés MySpace-Seite veröffentlicht. Einige seiner Lieder wurden im Film Das erstaunliche Leben des Walter Mitty verwendet.

## Diskografie

### Studioalben
| Jahr | Titel            | Höchstplatzierung, Gesamtwochen, AuszeichnungChartplatzierungen (Jahr, Titel, Platzierungen, Wochen, Auszeichnungen, Anmerkungen) | Höchstplatzierung, Gesamtwochen, AuszeichnungChartplatzierungen (Jahr, Titel, Platzierungen, Wochen, Auszeichnungen, Anmerkungen) | Höchstplatzierung, Gesamtwochen, AuszeichnungChartplatzierungen (Jahr, Titel, Platzierungen, Wochen, Auszeichnungen, Anmerkungen) | Höchstplatzierung, Gesamtwochen, AuszeichnungChartplatzierungen (Jahr, Titel, Platzierungen, Wochen, Auszeichnungen, Anmerkungen) | Höchstplatzierung, Gesamtwochen, AuszeichnungChartplatzierungen (Jahr, Titel, Platzierungen, Wochen, Auszeichnungen, Anmerkungen) | Höchstplatzierung, Gesamtwochen, AuszeichnungChartplatzierungen (Jahr, Titel, Platzierungen, Wochen, Auszeichnungen, Anmerkungen) | Anmerkungen                              |
| Jahr | Titel            | DE | AT | CH | UK | US | SE | Anmerkungen                              |
| ---- | ---------------- | --- | --- | --- | --- | --- | --- | ---------------------------------------- |
| 2003 | Veneer           | — | — | — | UK7 Platin · (38 Wo.)UK | — | SE2 Platin · (22 Wo.)SE | Erstveröffentlichung: 29. Oktober 2003   |
| 2007 | In Our Nature    | — | — | — | UK19 Silber · (4 Wo.)UK | US132 (1 Wo.)US | SE8 (14 Wo.)SE | Erstveröffentlichung: 24. September 2007 |
| 2015 | Vestiges & Claws | DE55 (2 Wo.)DE | AT58 (1 Wo.)AT | CH44 (1 Wo.)CH | UK49 (1 Wo.)UK | US72 (1 Wo.)US | SE7 (7 Wo.)SE | Erstveröffentlichung: 17. Februar 2015   |
| 2021 | Local Valley     | DE20 (1 Wo.)DE | AT41 (1 Wo.)AT | CH41 (1 Wo.)CH | — | — | SE25 (1 Wo.)SE | Erstveröffentlichung: 17. September 2021 |

### EPs
- 2005: Australian Tour EP

### Singles
| Jahr | Titel Album              | Höchstplatzierung, Gesamtwochen, AuszeichnungChartplatzierungen (Jahr, Titel, Album, Platzierungen, Wochen, Auszeichnungen, Anmerkungen) | Höchstplatzierung, Gesamtwochen, AuszeichnungChartplatzierungen (Jahr, Titel, Album, Platzierungen, Wochen, Auszeichnungen, Anmerkungen) | Höchstplatzierung, Gesamtwochen, AuszeichnungChartplatzierungen (Jahr, Titel, Album, Platzierungen, Wochen, Auszeichnungen, Anmerkungen) | Höchstplatzierung, Gesamtwochen, AuszeichnungChartplatzierungen (Jahr, Titel, Album, Platzierungen, Wochen, Auszeichnungen, Anmerkungen) | Höchstplatzierung, Gesamtwochen, AuszeichnungChartplatzierungen (Jahr, Titel, Album, Platzierungen, Wochen, Auszeichnungen, Anmerkungen) | Höchstplatzierung, Gesamtwochen, AuszeichnungChartplatzierungen (Jahr, Titel, Album, Platzierungen, Wochen, Auszeichnungen, Anmerkungen) | Anmerkungen                       |
| Jahr | Titel Album              | DE | AT | CH | UK | US | SE | Anmerkungen                       |
| ---- | ------------------------ | --- | --- | --- | --- | --- | --- | --------------------------------- |
| 2003 | Crosses Veneer           | — | — | — | — | — | SE4 (19 Wo.)SE | Erstveröffentlichung: Juni 2003   |
| 2004 | Remain Veneer            | — | — | — | — | — | SE28 (4 Wo.)SE | Erstveröffentlichung: Januar 2004 |
| 2004 | Stay in the Shade Veneer | — | — | — | — | — | SE48 (3 Wo.)SE | Erstveröffentlichung: Juni 2004   |
| 2006 | Heartbeats Veneer        | — | — | — | UK9 Platin · (35 Wo.)UK | — | — | Erstveröffentlichung: Januar 2006 |
| 2006 | Hand on Your Heart –     | — | — | — | UK29 (5 Wo.)UK | — | — | Erstveröffentlichung: Juli 2006   |

Titelsongs
- Far Away – Red Dead Redemption (Rockstar Games, 2010)
- Stay Alive – The Secret Life of Walter Mitty, 2013 (UK: Silber)

## Auszeichnungen für Musikverkäufe
| Goldene Schallplatte - Dänemark - 2024: für das Album Veneer Platin-Schallplatte - Dänemark - 2022: für die Single Heartbeats - Neuseeland - 2025: für das Album Veneer - Spanien - 2024: für die Single Heartbeats |

Anmerkung: Auszeichnungen in Ländern aus den Charttabellen bzw. Chartboxen sind in ebendiesen zu finden.
| Land/RegionAuszeichnungen für Musikverkäufe (Land/Region, Auszeichnungen, Verkäufe, Quellen) | Silber     | Gold  | Platin     | Verkäufe  | Quellen              |
| -------------------------------------------------------------------------------------------- | ---------- | ----- | ---------- | --------- | -------------------- |
| Dänemark (IFPI)                                                                              | —          | Gold1 | Platin1    | 100.000   | ifpi.dk              |
| Neuseeland (RMNZ)                                                                            | —          | —     | Platin1    | 15.000    | radioscope.co.nz     |
| Schweden (IFPI)                                                                              | —          | —     | Platin1    | 60.000    | sverigetopplistan.se |
| Spanien (Promusicae)                                                                         | —          | —     | Platin1    | 60.000    | elportaldemusica.es  |
| Vereinigtes Königreich (BPI)                                                                 | 2× Silber2 | —     | 2× Platin2 | 1.160.000 | bpi.co.uk            |
| Insgesamt                                                                                    | 2× Silber2 | Gold1 | 6× Platin6 |           |                      |